# 1999年大鹏镇镇长选举
1999年大鹏镇镇长选举是中华人民共和国广东省深圳市龙岗区大鹏镇（今龙岗区大鹏街道）在1999年1月18日至4月29日间举行的“三轮两票制”镇长选举，结果由中国共产党推荐的镇长李伟文连任。这是中华人民共和国历史上首次采用两票制的镇级选举，也是中共十五大后中国大陆基层民主制度在镇级的首次创新，并入围中共中央编译局主办的第一届中国地方政府创新奖。
此次选举常与1998年步云乡乡长选举相比较。部分意見認為是次选举通过近似直选的过程产生镇长，是中国大陆基層民主政治建設中的重要成就，但也有意见認為是次选举过程存在仓促提名、宣传不力、选制具有等额倾向等一些弊端。

## 背景
中共十一届三中全会结束后，中华人民共和国开始进行政治体制改革。1979年，五届全国人大二次会议制定了《选举法》和《地方人民代表大会和地方人民政府组织法》，包含扩大直接选举范围等一系列改革措施。1979年下半年到1980年上半年，中华人民共和国民政部根据中共中央的指示在全国范围内进行了县级直接选举试点，并在1980年前后举行了第一次县级人大直接选举。1982年至1995年，“两法”经历了三次修改，逐渐完善了选举制度:8-12。1997年，中国共产党第十五次全国代表大会的报告提出，“城乡基层政权机关和基层群众性自治组织，都要健全民主选举制度”。
1997年11月6日，中共深圳市委、深圳市人民政府向广东省委、省政府递交《关于在我市镇级政府换届中进行直选试点的请示》，以中共十五大报告中“扩大基层民主”相关内容为依据，请求省委省政府批准在1999年春的镇级政府换届选举时进行直选试点。报告中，深圳市委提出在全面直选前于1998年在宝安区的西乡镇，龙岗区的布吉镇进行直选试点，1999年在宝安、龙岗两区所有镇进行直选，得到省委、省政府的回应。1998年2月24日，深圳市委与广东省人大常委会向全国人大常委会递交《关于广东省深圳市在镇级政府换届选举中进行直选试点的请示》，提出在深圳二镇进行镇级直选试点，但在8月18日被后者以“与现行宪法和地方组织法的有关规定不相符合”为由拒绝，唯提出可以改革镇长候选人的产生过程；之后，深圳市龙岗区大鹏镇又因“领导班子团结、村民纯朴、人口较少”的优势取代原定二镇成为试点地区。
在广东省和深圳市有关方面筹备是次选举之前，中共龙岗区委已在区内村级选举试点两票制，包括一轮民意投票与一轮党员投票，须两轮投票均过半方可担任所竞选职务。1998年9月，区委将这一设想报请深圳市委组织部，得到肯定。1998年11月，两票制选举率先在南澳镇大兴村进行，后推广至10个所辖村，反响热烈，更有2个村寻求连任的村支部书记因民意投票未过半而落选。同时，1998年末步云乡乡长直选的顺利举行亦为深圳市方面提供范例。1999年1月，区委决定对两票制进行修改使其符合《选举法》，并决定在大鹏镇镇长换届选举中采用修改后的两票制，终在1月18日下发《大鹏镇两票制推选镇长试点工作方案》，明确进行两票制镇长推选试点。

## 选举制度
根据1999年1月18日深圳市龙岗区党委下发的《大鹏镇两票制推选镇长试点工作方案》规定，大鹏镇镇长的选举分为宣传部署，划分选区、推选初步候选人、确定一位正式候选人、镇人大正式选举四个流程，而“两票制”指流程中的三轮投票前两轮合称“民意票”，后一轮属于法定选举票，故称三轮两票制。在第一轮提名中参选人须为符合干部“革命化、年轻化、知识化、专业化”和德才兼备、群众公认原则，年满18周岁以上，50岁以下，拥有大专以上文化程度，原则上要求具中国共产党党籍，且在党政机关部门、镇属企事业单位或各村（居）委会担任职务的干部或群众:41。

## 选举过程
在《大鹏镇两票制推选镇长试点工作方案》下发后，中共龙岗区党委先在该镇已划定的17个选区内分别设立换届工作领导小组，并于1999年1月21日召开镇直部门、镇属企事业单位负责人、各村主要负责人及全镇党员和机关干部大会，通过宣传工具动员群众参与投票；再从1月22日到25日分选区接受选民无记名提名的初步人选。选民须填写由大鹏镇自己设计的推荐表，每表推荐一人。第一轮推荐中选民5,259名，实际投票人数5,048名，有效票5,039张，共产生候选人76名，其中得票300票以上的仅有时任镇长李伟文一人，得3,323票，得票100票以上的有6人。经过资格审查，除6人中时任镇信用社主任李炳全因年龄超过50岁被认定无效外:18，其余5人均进入第二轮民主测评。
第二轮民主测评于1月27日在大鹏影剧院举行，由候选人进行竞选演讲和演讲后现场民主测评两部分组成，参加的选民有1,068人，约占全镇5,259名选民的五分之一，包括全镇党员、镇直机关所有干部、企事业负责人、各村村委会干部、村长、村小级组长以及职工代表、居民代表、农村户代表等，其中农村户代表按每户一人分配。第二轮投票得有效票1,063张，李伟文得813票，高票成为获得民众推荐的唯一候选人。同日下午，中共大鹏镇委召开会议，审议了两轮候选人产生过程的情况，确认符合法定程序，结果有效，决定按干部管理权限上报中共深圳市龙岗区委，并提名李伟文为大鹏镇新一届人民政府镇长正式提名候选人，推荐给负责选举镇长的新一届镇人大主席团:18-19。“两票制”的第一票到此结束。
4月9日，大鹏镇选举出新一届镇人大代表，组成该镇第十一届人民代表大会。4月29日，在大鹏镇第十一届人民代表大会第一次会议上，李伟文作为镇党委推荐且获大会主席团提名的唯一候选人参加镇长选举，得45票，全票当选大鹏镇镇长。“两票制”选举正式结束。

### 候选人
在第一轮推荐票选举结束后，76名候选人得到确认，其中得票高于100票且符合参选限制的候选人共5位，分别为时任镇长李伟文，时任副镇长熊小平、郭雁通，时任镇纪委书记黎大健和时任镇财政所所长李世文，均为中国共产党党员，仅熊小平和黎大健非大鹏镇本地人。
李伟文是大鹏镇王母石禾塘村（今属王母社区）人，1950年11月生，具有大专文化，参选时年48岁。1972年10月至1976年8月，李伟文担任王母石禾塘村生产队长，后任大鹏王母大队副书记及财政大队长、大鹏镇车队队长，1986年任大鹏镇经济发展总公司总经理，主持大鹏经济发展工作，并于1996年当选大鹏镇镇长，兼任镇党委副书记:50。
郭雁通与熊小平选举前是两位副镇长，前者1965年9月出生，具大专文化，1984年1月起任大鹏镇王母村文书，后担任镇政府民政助理、镇经济发展办公室主任等职务，1998年5月任大鹏镇副镇长；后者1962年10月出生，为江西南昌人，1992年毕业于财政部财政研究所，拥有硕士研究生学位，后被分配到深圳市龙岗区，并于1996年2月调任大鹏镇副镇长:51-52。
黎大健选举前为大鹏镇党委委员、纪委书记，1953年2月出生，为广西玉林人，1971年9月下乡插队，后进入当地行政系统，1989年6月调任深圳市宝安县监察局工作，后于1994年6月担任前述二职:51-52；李世文选举前为大鹏镇财政所所长，1962年6月生，1979年9月起在广东省国营东方红农场担任统计员，1989年11月起在大鹏镇政府任农业办公室副主任，1994年调入大鹏镇财政所并担任所长:52-53。

## 结果

### 第一票
| 1999年大鹏镇镇长选举选民推荐票结果:18 | 1999年大鹏镇镇长选举选民推荐票结果:18 | 1999年大鹏镇镇长选举选民推荐票结果:18 | 1999年大鹏镇镇长选举选民推荐票结果:18 | 1999年大鹏镇镇长选举选民推荐票结果:18 | 1999年大鹏镇镇长选举选民推荐票结果:18 |
| 候选人                                | 提名组织                              | 得票数                                | 得票率                                | 获提名                                |                                       |
| ------------------------------------- | ------------------------------------- | ------------------------------------- | ------------------------------------- | ------------------------------------- | ------------------------------------- |
| 李伟文                                | 选民推荐                              | 3,323                                 | 65.94%                                |                                       |                                       |
| 郭雁通                                | 选民推荐                              | 335                                   | 6.65%                                 |                                       |                                       |
| 李炳全                                | 选民推荐                              | 150                                   | 2.98%                                 |                                       |                                       |
| 李世文                                | 选民推荐                              | 148                                   | 2.94%                                 |                                       |                                       |
| 黎大健                                | 选民推荐                              | 139                                   | 2.76%                                 |                                       |                                       |
| 熊小平                                | 选民推荐                              | 107                                   | 2.12%                                 |                                       |                                       |
| 提名日期                              | 1999年1月22日至25日                   | 选民人数                              | 5,259                                 | 5,259                                 |                                       |
| 参选率                                | 95.99%                                | 参选人数                              | 5,048                                 | 5,048                                 |                                       |
| 投票率                                | 95.82%                                | 投票人数                              | 有效：5,039 无效：0                   | 有效：5,039 无效：0                   |                                       |

| 1999年大鹏镇镇长选举民主测评票结果:18 | 1999年大鹏镇镇长选举民主测评票结果:18 | 1999年大鹏镇镇长选举民主测评票结果:18 | 1999年大鹏镇镇长选举民主测评票结果:18 | 1999年大鹏镇镇长选举民主测评票结果:18 | 1999年大鹏镇镇长选举民主测评票结果:18 |
| 候选人                                | 提名组织                              | 得票数                                | 得票率                                | 获提名                                |                                       |
| ------------------------------------- | ------------------------------------- | ------------------------------------- | ------------------------------------- | ------------------------------------- | ------------------------------------- |
| 李伟文                                | 选民推荐                              | 813                                   | 76.12%                                |                                       |                                       |
| 熊小平                                | 选民推荐                              | 98                                    | 9.18%                                 |                                       |                                       |
| 郭雁通                                | 选民推荐                              | 93                                    | 8.71%                                 |                                       |                                       |
| 李世文                                | 选民推荐                              | 37                                    | 3.46%                                 |                                       |                                       |
| 黎大健                                | 选民推荐                              | 21                                    | 1.97%                                 |                                       |                                       |
| 投票日期                              | 1999年1月27日                         | 选民人数                              | 1,068                                 | 1,068                                 |                                       |
| 参选率                                | 100%                                  | 参选人数                              | 1,068                                 | 1,068                                 |                                       |
| 投票率                                | 99.53%                                | 投票人数                              | 有效：1,063 无效：0                   | 有效：1,063 无效：0                   |                                       |

### 第二票
| 1999年大鹏镇镇长选举人大选举结果 | 1999年大鹏镇镇长选举人大选举结果 | 1999年大鹏镇镇长选举人大选举结果 | 1999年大鹏镇镇长选举人大选举结果 | 1999年大鹏镇镇长选举人大选举结果 | 1999年大鹏镇镇长选举人大选举结果 |
| 候选人                           | 提名组织                         | 得票数                           | 得票率                           | 当选                             |                                  |
| -------------------------------- | -------------------------------- | -------------------------------- | -------------------------------- | -------------------------------- | -------------------------------- |
| 李伟文                           | 中国共产党                       | 45                               | 100%                             |                                  |                                  |
| 投票日期                         | 1999年4月29日                    | 代表人数                         | 45                               | 45                               |                                  |
| 投票率                           | 100%                             | 投票人数                         | 有效：45 无效：0                 | 有效：45 无效：0                 |                                  |

## 后续
是次选举中所采用的两票制为各方所关注，除本地《深圳商报》《深圳特区报》等媒体外，中国大陆的《中国青年报》《南方都市报》《南方日报》与北美的《世界日报》均对此次选举作了报道:204-225，大鹏镇镇长选举亦因两票制模式入围中共中央编译局主办的第一届中国地方政府创新奖，而湖北省广水市的两票制选举更在该届评奖中获得优胜奖。
在大鹏镇“两票”推选镇长试行之后，龙岗区陆续有十个行政村进行了两票推选村支部书记及成员的试点，光明网称“这批从‘票箱’里走出来的干部在服务群众方面有着强大优势”。2000年，中共深圳市委、中共广东省委宣传部等组织编写的《深圳建设有中国特色社会主义和率先基本实现现代化示范市研究》一书更在大鹏镇选举的基础上提出到2003年在全市实行镇长两票制选举，2010年前全面实现区长两票制选举并实现镇长直选等基层民主体制改革目标。然而，深圳市和大鹏镇的民主试验并没有进一步延伸，2002年及以后的大鹏镇镇长选举并没有采用两票制，而是回归传统的上级指定候选人，镇人大投票确认，这也是大鹏镇唯一一次以类似直选的选举制度进行的镇长选举。

## 评价

### 肯定
光明网的评论文章认为，两票制民主试验是经济发展和经济体制改革的客观要求和直接结果，“两票”推选镇长是党领导人民实施依法治国方略在基层民主政治建设中的重要体现。
前中华人民共和国民政部办公厅副主任、财务司司长白益华对此持积极态度，认为大鹏两票制选举“把乡镇长的提名权真正交给了人民群众，把乡镇长置于人民群众的监督之下, 拓宽了选人用人渠道”，并支持在乡镇推广两票制选举和改革基层选举制度。
时任大鹏镇党委书记的纪志龙表示，“两票制”的选举是扩大基层民主的一项大胆尝试，“两票制”推荐选举镇长是农村村长实现直选后基层民主政治建设又一重大发展点。
深圳大学中国政治研究所专职研究员邹树彬认为，尽管大鹏两票制选举是一次上级向下部署的民主试验，这次尝试仍然冲击了传统干部人事制度，具有进步意义；他也认为认为深圳“有基础、有空间也有理由”在民主制度的建设上比其他城市先走一步。

### 批評
前来观摩选举的香港城市大学代表团中，教授郑宇硕对限制普通选民参加镇长选举的选举制度表达担忧，并批评这次选举“更像是村民要完成上级交代的任务”；雷兢旋则认为选举时间仓促，宣传力度不足，使得提名过程对一些候选人不友好。
是次选举亦常与1998年步云乡乡长选举相比较。例如，在北京大学人民代表大会与议会研究中心在包括此两地所作的问卷调查中，有一题为：“您愿不愿意参加人大代表的选举？”在回答“愿意”的频数上，步云乡为106，大鹏镇为91，均明显高于其他地区，体现这两次民主试验的积极效果:236；但大鹏镇在程序上被认为相对简单，未建立相应的选举机构和严格意义上的竞选程序，包括选民登记、选举监督、对公职人员的罢免程序等，而步云乡有详细的预选及竞选程序规定，此次选举因而被认为仍保留有等额选举的弊端。